# Linda Foerster
Linda Foerster (* 1984 in Gütersloh) ist eine deutsche Theaterschauspielerin.

## Leben
Erste schauspielerische Erfahrungen sammelte Foerster bereits während ihrer Schulzeit. In der 12. Klasse spielte sie einer Schultheateraufführung die Bordellwirtin in der Komödie Don Juan oder Die Liebe zur Geometrie von Max Frisch.
Foerster absolvierte nach dem Abitur eine Schauspielausbildung am Schauspielstudio Freese in Hamburg, die sie 2006 abschloss. In ihrer Hamburger Zeit war sie als Gast am Altonaer Theater engagiert und arbeitete als Schauspiellehrerin an einer Hamburger Grundschule. 
Von 2007 bis 2009 war Foerster festes Ensemblemitglied am Staatstheater Braunschweig. Dort spielte sie unter anderem die Hauptrolle der Dorothy in dem Theaterstück Der Zauberer von Oz nach Motiven des Kinderbuchs von Lewis Carroll.
In Braunschweig arbeitete sie unter anderem mit den Regisseuren Christian Tschirner, Dominik Günther, Mario Portmann und Katja Ott.
Seit der Spielzeit 2009/2010 ist Linda Foerster festes Ensemblemitglied am Theater Erlangen. Dort debütierte Foerster im Oktober 2009 erfolgreich in dem Theaterstück Clyde und Bonnie von Holger Schober. Ebenfalls ab Oktober 2009 spielte sie dort als Partnerin von Hermann Große-Berg die Lizzie in der Komödie Das Ende von Anfang des irischen Dramatikers Seán O’Casey. Ab Januar 2010 übernahm sie dort an der Seite von Steffen Riekers (als Nick) die Rolle der Putzi, der naiven Ehefrau des smarten Biologie-Dozenten Nick in Edward Albees Bühnenerfolg Wer hat Angst vor Virginia Woolf?.
Ab April 2010 spielt sie am Theater Erlangen in einer Inszenierung der Regisseurin und Intendantin Katja Ott in Henrik Ibsens Schauspiel Die Frau vom Meer.